# Пыжьянов, Владимир Константинович
Владимир Константинович Пыжьянов (род. 3 июля 1943, Челябинск) — советский хоккеист, нападающий, тренер. Мастер спорта СССР.

## Биография
Начал заниматься хоккеем в отделении хоккея детской спортивной школы при СК ЧТЗ под руководством Виктора Ивановича Столярова. В сезоне 1960/61 играл за молодёжную команду ЧТЗ в чемпионате РСФСР. В следующем сезоне выступал за молодёжную команду «Трактора». Провёл в составе «Трактора» девять сезонов в первенстве СССР, из них шесть (1962/63 — 1964/65, 1969/70 — 1970/71) — в классе «А», в течение двух сезонов был капитаном. Конец карьеры (1971—1973) отыграл в «Вымпеле» Рудный.
Окончил физкультурный факультет педагогического института. Старший тренер (1976/77 — 1981/82) «Строителя» / «Автомобилиста» Караганда. Тренер-селекционер (1982/83 — 1986/87) в «Тракторе».
Шесть лет (1987—1992) был директором хоккейной школы «Трактор». Работал тренером. В октябре 2018 ушёл на пенсию. 16 октября 2018 года стяг Владимира Пыжьянова был поднят под своды Арены «Трактор» имени Валерия Белоусова.
Среди воспитанников — Николай Лемтюгов, Егор Рожков, Анатолий Раенко, Сергей Банашков.